# Ouro Modi
Ouro Modi is een gemeente (commune) in de regio Mopti in Mali. De gemeente telt 3.256 inwoners (2009).
De gemeente bestaat uit de volgende plaatsen:
- Daima
- Digani
- Makadie
- Ouro Modi